# Queens and Kings
Queens and Kings er det femte studiealbum udgivet af det rumænske tolvmands roma Balkan brassband Fanfare Ciocărlia. Albummet er indspillet i 2007 i Headroom Studio i Berlin, Tyskland. Producere er Henry Ernst, Helmut Neumann og Marc Elsner. Albummet blev udgivet 2007 på Asphalt Tango Records.
Nummeret "Born to Be Wild", som er komponeret af Mars Bonfire og oprindeligt indsunget af Steppenwolf, blev brugt som afslutningsmusik i Borat-filmen.

## Sporliste
| Nr.           | Titel                    | Gæsteoptræden af          | Længde |
| ------------- | ------------------------ | ------------------------- | ------ |
| 1.            | "Kan Marau La"           | Dan Armeanca              | 4:31   |
| 2.            | "Que Dolor"              | Kaloome                   | 3:55   |
| 3.            | "Sandala"                | Šaban Bajramović          | 2:49   |
| 4.            | "Pana Cand Nu Te Iubeam" | Mitsou                    | 4:06   |
| 5.            | "Cuando Tu Volveras"     | Kaloome                   | 4:30   |
| 6.            | "Duj Duj"                | Mitsou & Florentina Sandu | 3:56   |
| 7.            | "Ibrahim"                | Esma Redžepova            | 3:05   |
| 8.            | "Ma Maren Ma"            | Šaban Bajramović          | 3:50   |
| 9.            | "Mukav Tu"               | Florentina Sandu          | 2:09   |
| 10.           | "Nakelavishe"            | Esma Redžepova            | 2:58   |
| 11.           | "Ma Rov"                 | Ljiljana Butler           | 4:38   |
| 12.           | "Mig Mig"                | Jony Iliev                | 3:19   |
| 13.           | "Farewell March"         | Ioan Ivancea              | 1:36   |
| 14.           | "Born to Be Wild"        |                           | 3:11   |
| Total længde: | Total længde:            | Total længde:             | 48:45  |